# 966 هـ
966 هـ هي سنة في التقويم الهجري امتدت مقابلةً في التقويم الميلادي بين سنتي 1558 و1559.

## وفيات
- الديار بكري